# Djené Dakonam
Djené Dakonam (francès: Djené)  (Dapaong, 31 de desembre de 1991) és un futbolista togolès que juga com a defensa pel Getafe CF. És internacional amb la selecció de futbol de Togo.
Pel que fa a clubs, ha destacat al Getafe CF.

## Carrera de club
Nascut a Dapaong, Djené es va traslladar a Benín el 2009, després de graduar-se a la formació juvenil de l'Étoile Filante du Togo, i va fitxar pel Tonnerre d'Abomey. El 2011, es va traslladar al Coton Sport a l'Elite One camerunès, amb el qual va jugar regularment
Djené va ser integrant de l'equip del Coton Sport per a la campanya de la Lliga de Campions de la CAF 2012. El novembre de 2013, va anar cedit a la Ligue 2, al RC Lens, i només va tornar al seu club principal sis mesos després.
L'agost de 2014, Djené va ser cedit a l'equip de Segona Divisió AD Alcorcón, i es va incorporar definitivament al club el 25 d'octubre. Va debutar l'endemà, començant com a titular en una derrota a casa per 1–3 contra el Real Saragossa.
El 23 de març de 2015, després de ser titular habitual del conjunt de Madrid, Djené va renovar el seu contracte fins al 2018. El 9 de maig va marcar el seu primer gol com a professional, marcant l'únic del partit en una victòria a casa del CE Sabadell FC.
L'1 de juliol de 2016, Djené va ser transferit al club de la Primera Divisió A belga Sint-Truidense. El 24 de juliol de l'any següent, va tornar a Espanya, després d'acordar un contracte de quatre anys amb el Getafe CF de la Liga.
El debut de Djené a la màxima divisió del futbol espanyol es va produir el 20 d'agost de 2017, començant en un empat 0-0 fora de casa contra l'Athletic Club. Va marcar el seu primer gol a la categoria el 17 de març, aconseguint l'empat en una derrota per 2-1 fora de casa contra la Reial Societat.